# Musaranya de Verapaz
La musaranya de Verapaz (Sorex veraepacis) és una espècie de mamífer de la família de les musaranyes que es troba a Mèxic i Guatemala.